# Moonsund-Inseln
Die Moonsund-Inseln (estnisch Lääne-Eesti saarestik) bilden eine zu Estland gehörende Inselgruppe im östlichen Teil der Ostsee.

## Inseln
Die Inselgruppe mit einer Gesamtfläche von ca. 4000 km² umfasst die größeren Inseln

- Saaremaa (dt. Ösel)
- Hiiumaa (dt. Dagö)
- Muhu (dt. Moon)
- Vormsi (dt. Worms)

sowie etwa 500 kleinere Inseln. 
Die Moonsund-Inseln werden im Osten durch den Moon-Sund (estn. Väinameri) vom estnischen Festland getrennt.
Im Süden werden sie durch die Irbe-Straße, als westliche und größte Ausfahrt der Rigaer Bucht vom lettischen Festland getrennt.

## Meerengen
Die größeren Inseln werden von folgenden Meerengen voneinander getrennt:
- Voosi kurk zwischen dem Festland (Halbinsel Noarootsi) und Vormsi
- Hari kurk (Moon-Sund) zwischen Vormsi und Hiiumaa
- Soela väin (Sele-Sund) zwischen Hiiumaa und Saaremaa
- Väike väin zwischen Saaremaa und Muhu
- Suur väin zwischen Muhu und dem Festland

Muhu und Saaremaa verbindet ein 3,6 km langer Damm (Väinatamm), der auch mit Autos befahrbar ist. Er wurde am 27. Juli 1896 nach zwei Jahren Bauzeit eingeweiht. Über eine dauerhafte Verbindung zwischen dem Festland und der Insel Muhu über den Suur väin wird derzeit in Estland heftig debattiert.